# تاريخ علم النبات

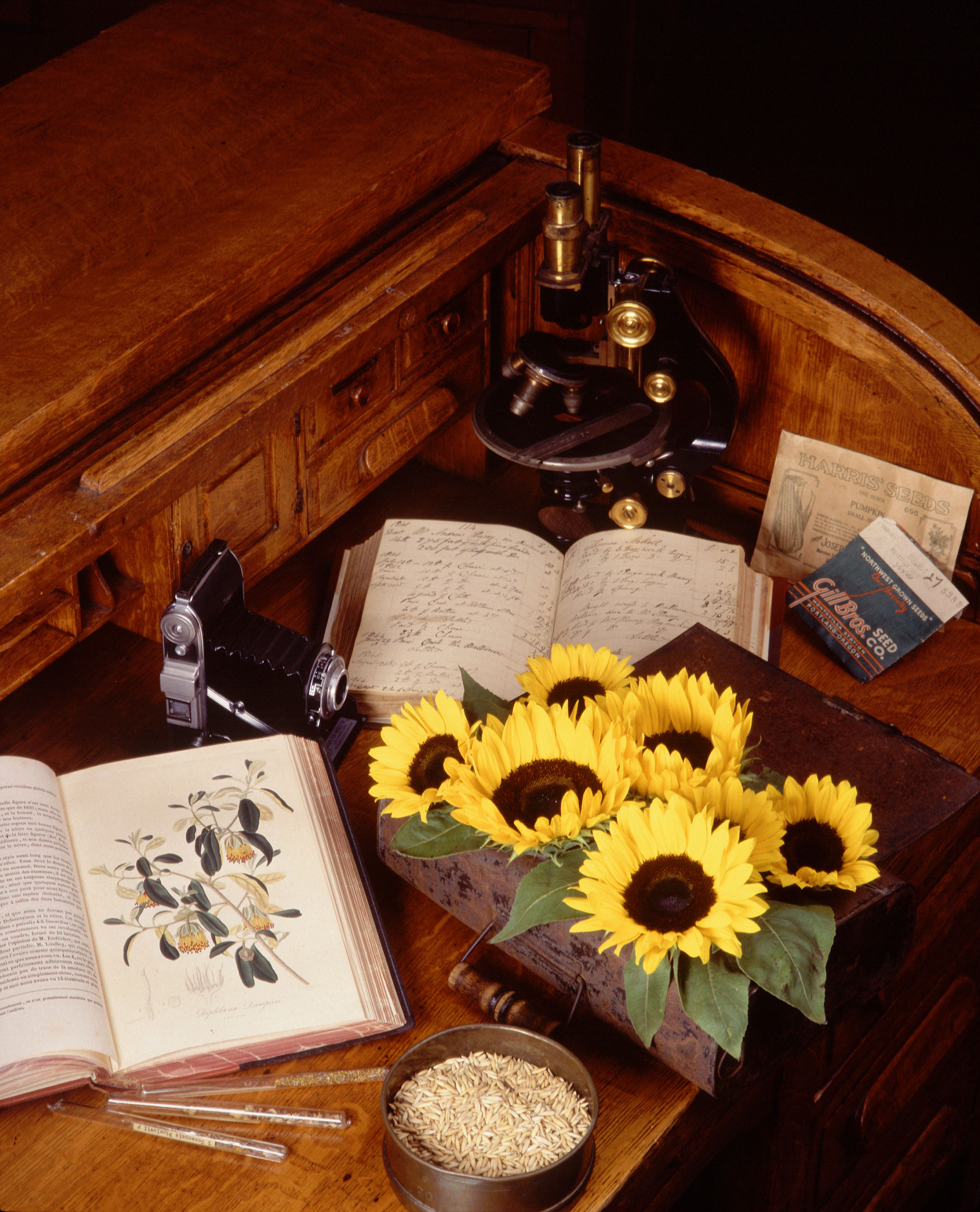
بعض الأدوات التقليدية لعالم النبات

علم النبات (باللاتينية: Botanica) هو الدراسة العلمية للحياة النباتية. يعتبر علم النبات أحد فروع علم الأحياء ويشار له أحيانًا بـالبيولوجيا النباتية. يغطي علم النبات مجالاً واسعاً من التوجهات العلمية التي تدرس نمو، تكاثر، استقلاب، تطور الشكل، علم أمراض النبات، علم البيئة، علم نشوء النبات.

تاريخ علم النبات يدرس الجهد البشري لفهم الحياة على الأرض من خلال تتبع التطور التاريخي في علم النبات؛ الجزء من العلوم الطبيعية الذي يتعامل مع النباتات.

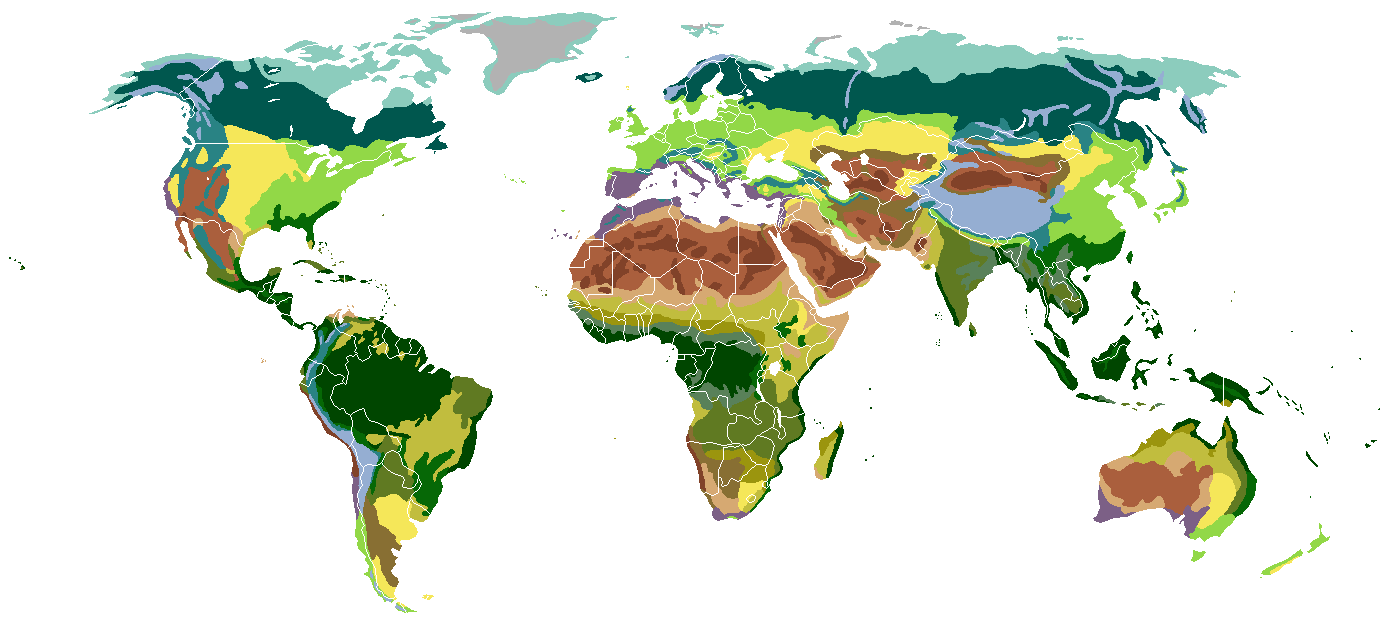
خريطة الأرض بيوميس مصنفة حسب نوع الغطاء النباتي

بدأ العلم النباتي البدائي مع تقاليد النبات القائم على التجربة من جيل إلى جيل في التقاليد الشفوية للعصر الحجري القديم. أول سجلات مكتوبة للنباتات تم صنعها في الثورة الحجريية منذ حوالي 10,000 سنة، حيث تم تطوير الكتابة في المجتمعات الزراعية المستقرة حيث تم تدجين النباتات والحيوانات لأول مرة. تظهر الكتابات الأولى عن النباتات في كتابات تلميذ أرسطو، ثيوفراستوس في ليسيوم في أثينا القديمة حوالي 350 قبل الميلاد؛ وتعتبر هذا نقطة انطلاق لعلم النبات الحديث. في أوروبا، سرعان ما طغى هذا العلم النباتي المبكر على اهتمام العصور الوسطى بالخصائص الطبية للنباتات التي استمرت أكثر من 1000 سنة.

## تطوره عبر التاريخ

### في العصور القديمة

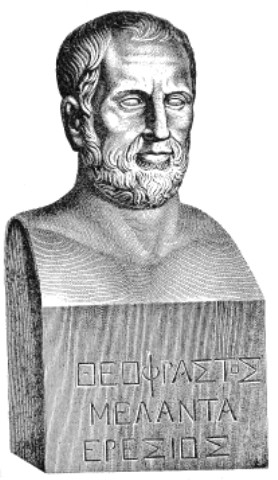
ثيوفراستوس يعتبر أبو علم النبات

جمعت شعوب ما قبل التاريخ النباتات الفطرية للأكل واستعملوا النباتات في بناء المأوى. وبدأ الناس في منطقة الهلال الخصيب حوالي سنة 8,000 قبل الميلاد بالاعتماد على النباتات المزروعة لتلبية معظم احتياجاتهم من الغذاء. كما استعمل شعوب ما قبل التاريخ النباتات بمثابة دواء.
كان الناس دائما مهتمون بالنباتات، وقد استعملوها بأساليب متعددة، فقد جمع شعوب ما قبل التاريخ النباتات الفطرية للأكل، واستعملوا النباتات في بناء المأوى، وبدأ الناس في الحضارات القديمة منذ حوالي 8000 سنة قبل الميلاد في الاعتماد على النباتات المزروعة لتلبية معظم احتياجاتهم من الغذاء، كما استعمل شعوب ما قبل التاريخ النباتات بمثابة دواء.
ولقد قام اليونانيون والرومانيون القدماء بإجراء أول دراسات علمية للنباتات، فقد جمع الفيلسوف اليوناني أرسطو الذي عاش في القرن الرابع قبل الميلاد، معلومات عن معظم النباتات المعروفة آنذاك في العالم، وقام تلميذه ثيوفراستس بتصنيف تلك النباتات وتسميته، ويلقب ثيوفراستس بأبي علم النبات.
وسجل بليني الأكبر، وهو عالم تاريخ طبيعي روماني وكاتب عاش في الفترة من سنة 23 إلى 79م العديد من الحقائق عن النباتات في مرجعه المكون من 37 مجلدًا والمسمَّى بالتاريخ الطبيعي، وقد خَدمت المعلومات المكتسبة من هؤلاء العلماء الدارسين كقاعدة أساس لعلم النبات لأكثر من 1000 سنة.
وإذا كان الإغريق والرومان قد اتجهوا إلى الوصف الخارجي للنبات، كهذا الوصف الذي نقرؤه لأرسطو (384 - 322ق.م) عن النبات، حيث يقول: «... إنه كائن بسيط يعتمد على نفسه في التغذية، غير متحرك، وليس له مركز إحساس، وإن كان يتأثر بالحرارة والبرودة، وتتغذى النباتات بواسطة جذورها من التربة، ولا تمييز فيها بين الجنسين، فليس فيها ذكر ولا أنثى».
والذي نقرؤه لثيوفراستس (300ق.م) في كتاب (أسباب النبات) من أن هناك أصنافا لها أزهار، وأن بعضها يعمر، وبعضها تصيبه العوامل والآفات فتهلكه، وأنه يتأثر بالماء والجفاف، ويقول في تعريف الشجرة: «الشجرة ما كان لها جذر وساق واحدة فيها عقد، وتحمل فروعا كثيرة، ولا يمكن خلعها بسهولة، كما في التين والزيتون والعنب..» 
في عهد الإغريق، ارتبط علم النبات بعلم الطب بسبب استعانتهم بكثير من الأعشاب والنباتات في معالجة مختلف الأمراض، وانتقل هذا لغيرهم من الشعوب بعدهم. قام الإغريق بإجراء أول دراسات علمية للنباتات، فقد جمع الفيلسوف اليوناني أرسطو الذي عاش في القرن الرابع قبل الميلاد، معلومات عن معظم النباتات المعروفة آنذاك في العالم. وكان تلميذه ثيوفراستوس أول من حاول تصنيف تلك النباتات وتسميتها، وذلك على أساس أشكالها وطرائق نموها، ولهذا لُقب ثيوفراستس بأبي علم النبات.
وفي عهد الرومان جمع بلينيوس الأكبر كل معارف عصره المتصلة بالنبات في كتابه الضخم (التاريخ الطبيعي). وسجل بليني الأكبر، وهو عالم تاريخ طبيعي روماني وكاتب عاش في الفترة من سنة 23 إلى 79م، العديد من الحقائق عن النباتات في مرجعه المكون من 37 مجلدًا والمسمى بالتاريخ الطبيعي. وقد خَدمت المعلومات المكتسبة من هؤلاء العلماء الدارسين كقاعدة أساس لعلم النبات لأكثر من 1000 سنة.

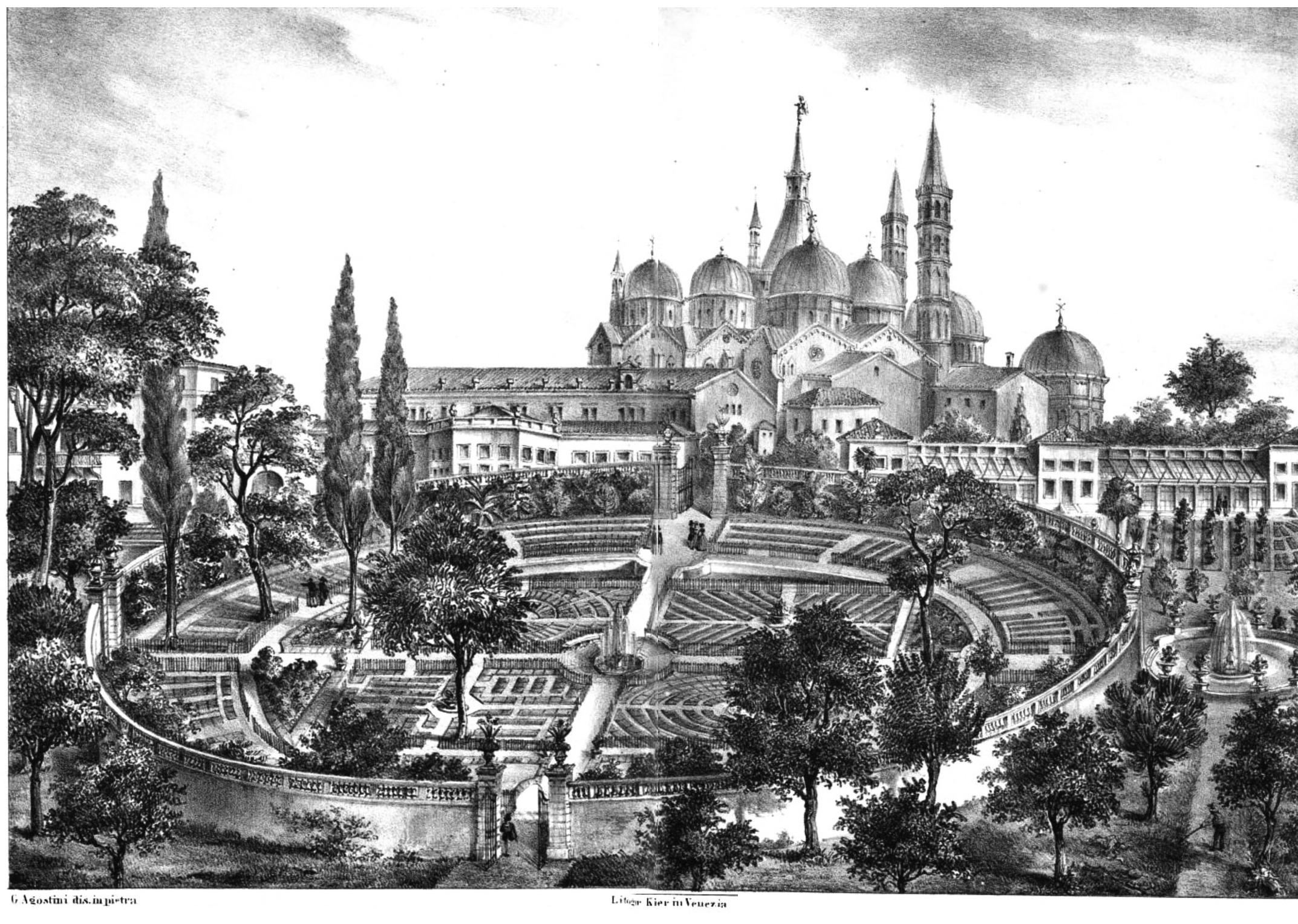
طبعة القرن ال 16 من أورتو بوتانيكو دي بادوفا (حديقة سيمبلز) - أقدم حديقة نباتات أكاديمية والتي لا تزال في موقعها الأصلي

اعتبر الفيثاغورسيون منذ 500 سنة قبل ميلاد المسيح النباتات كائنات حية متمتعة ببنية مستقلة. وبيَّن بعضهم أن كرسي الزهرة مركز لأعضاء التأنيث والتذكير مميزين المدقة والأسدية.
وكتب تيوفراست المولود عام 372 قبل الميلاد ـ تسعة كتب في تاريخ النبات، وستة كتب في الخصائص النباتية، وصف فيها قرابة 500 نبات. وقد كانت هذه الكتب خليطاً ضم ملاحظات شخصية حول دور الزهرة، وفكرة الفلقات، وآلية سقوط الأوراق، وأسباب اختلاف جذع النخيل عن غيره من جذوع الأشجار، كما ميَّز الأشجار المذكرة والمؤنثة في الفستق والنخيل بتخصيصه الذكورة للنبات العقيم والأنوثة للنبات الخصب المثمر، وبيَّن دور غبار الطلع في تكوين الثمار. وقد تميزت مؤلفات تيوفراست بسردٍ لبعض التجارب إضافة إلى تقديم تصنيف دقيق لعدد من النباتات التي وُصفت اعتماداً على الشكل العام للأشجار وحيدة الجذع، والأشجار المتفرعة الجذع والجنبات والأعشاب، والنباتات عديمات الجذع التي تظهر أوراقها فوق سطح التربة.

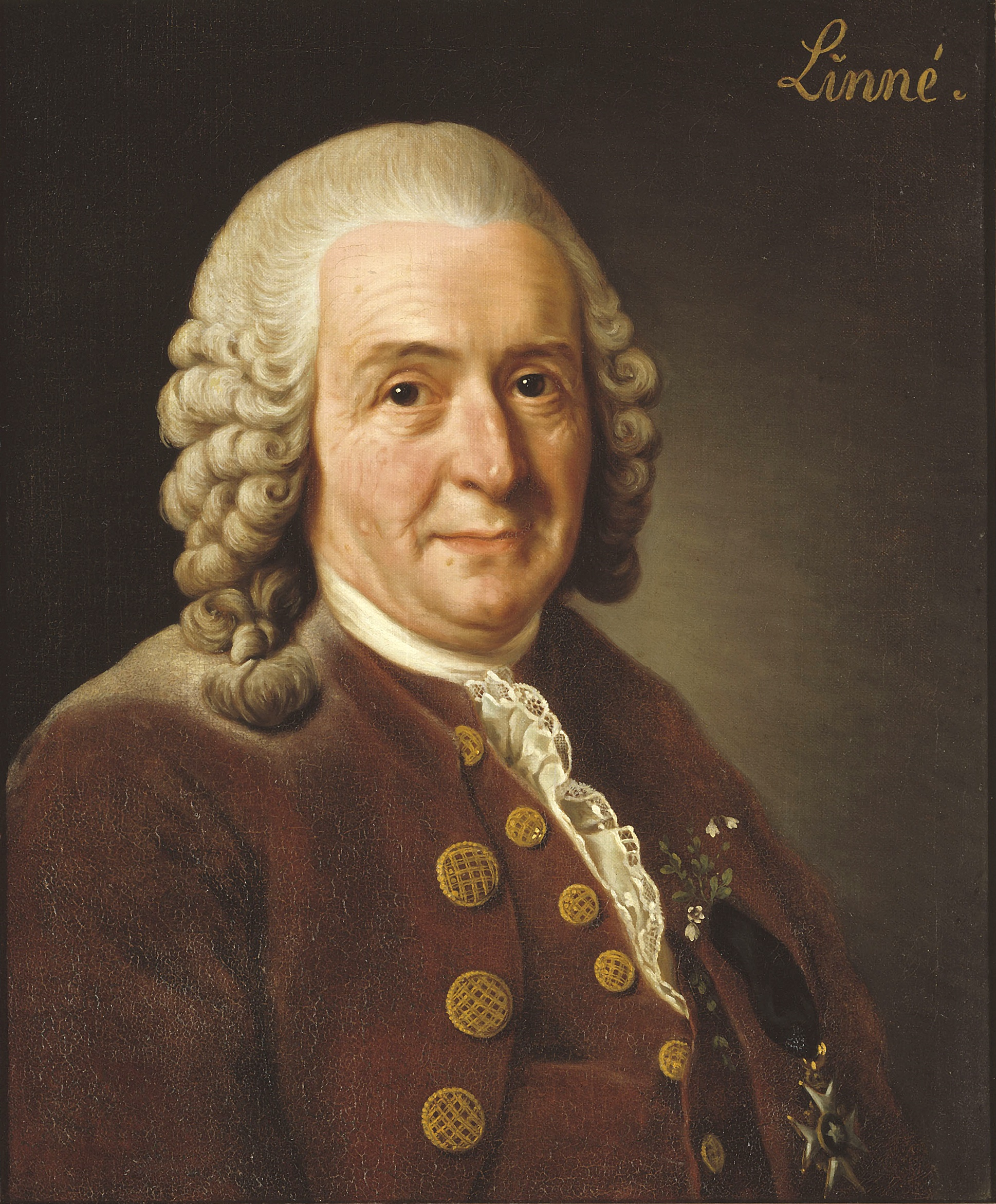

وقد ترك الشاعر اليوناني نيكندر والطبيب كراتوياس عدداً من أوصاف النبات التي وردت فيما بعد في مؤلفات ديوسقوريدس الطبيب اليوناني الذي عاش في القرن الأول بعد الميلاد وألّف كتاب العقاقير الذي ضم وصفاً دقيقاً لأشكال سوق قرابة سبعمئة نبات وجذورها وثمارها مع تحديد مناطق انتشارها، وترتيب خصائصها الصيدلانية. وقد اعْتُمد هذا المؤلف في الحضارات الإغريقية والرومانية والعربية حتى القرون الوسطى.
وقد ألف بلين الأقدم ما بين عام 23ـ79 بعد الميلاد موسوعة عالم الطبيعة في سبعة وثلاثين كتاباً ضمنها معلومات قيمة في البستنة وزراعة الأشجار.

### علم النبات في القرون الوسطى من القرن الثالث عشر حتى نهاية القرن الخامس عشر

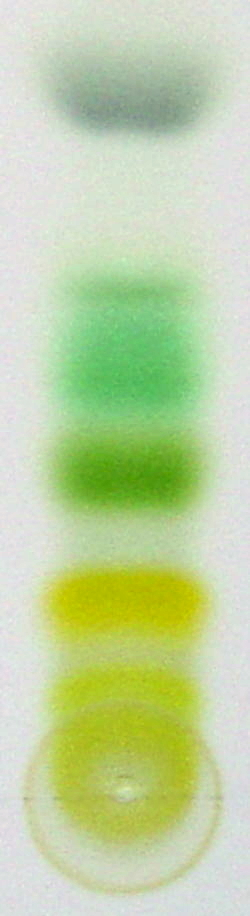
مكونات الكلوروفيل

ألّف ألبيرت الكبير (1200ـ1280) موسوعة نباتية حقيقية وصف فيها مختلف أشكال الأوراق والأزهار والثمار، وقد ميّز بين الأشواك والقارصات والكأس والتويج، وشرح بنية البذور ووضع الأجنة في البذور. وبَيَّن العلاقة بين الحرارة والضوء ونضج عناقيد العنب. وقد ظهرت مكبرات الأجزاء النباتية في نهاية هذا القرن، وسمحت باكتشاف دقائق مهمة في البنية النباتية.

### علم النبات في القرن السادس عشر

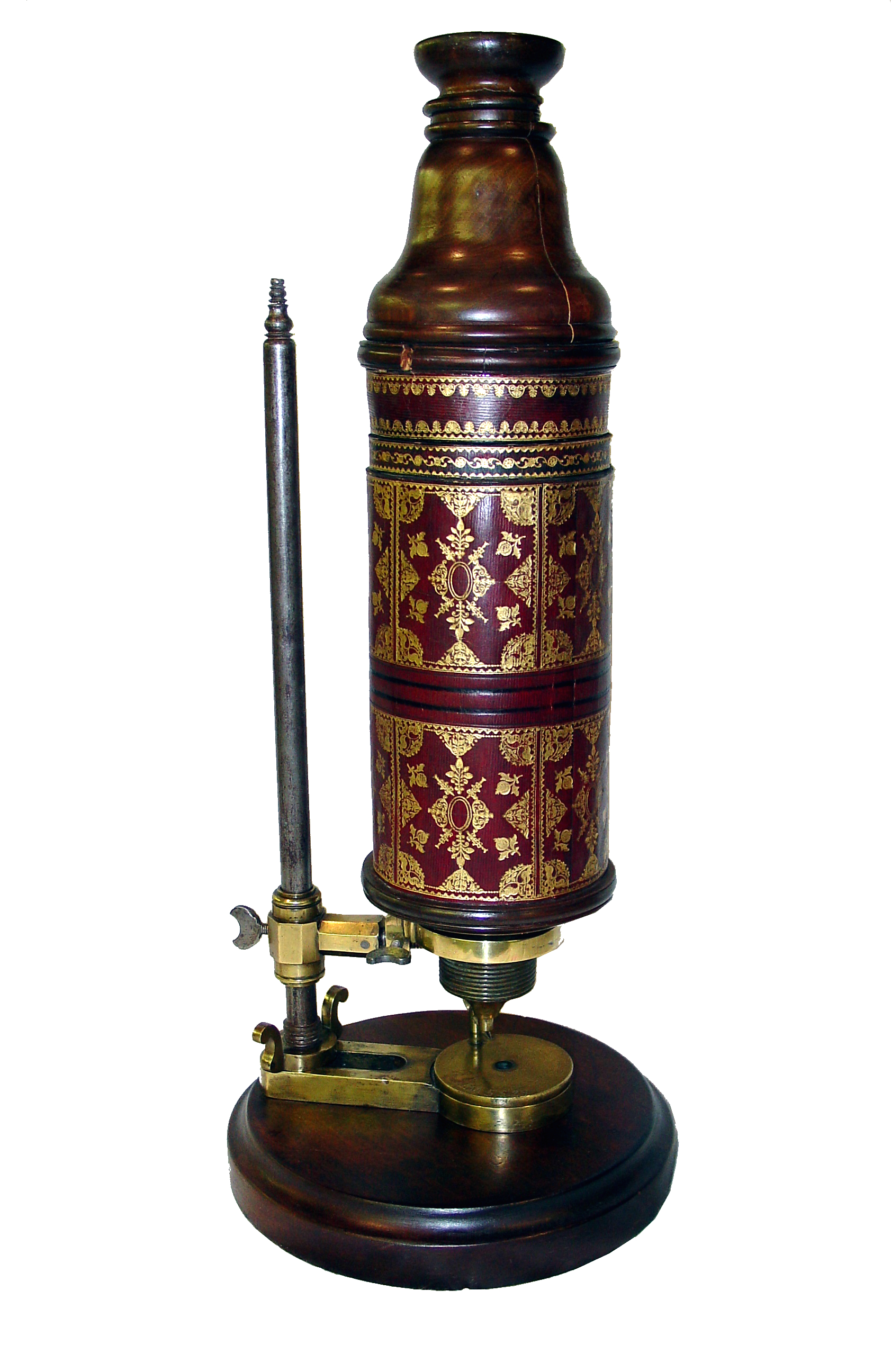
مجهرروبرت هوكالذي وصفه في عام 1665

بدأ علم النبات في مطلع القرن السادس عشر بالانتقال من العمل الموسوعي إلى العمل الموضوعي، وهكذا قام اوتو برونفيل (1488ـ1534) وليونهارت فوش (1501ـ1566) وهيرونيموس بوك (1498ـ1544) بالبحث في الموضوعات الطبيعية بعيداً عن التوجهات الفلسفية للكتابات القديمة، مبتدئين بجمع المعلومات النباتية العلمية الحقيقية من دون الوصول إلى تصانيف قيمة. وجُمعت في الوقت نفسه مجموعات نباتية محلية توجد بعض نماذجها في متاحف روما وباريس.

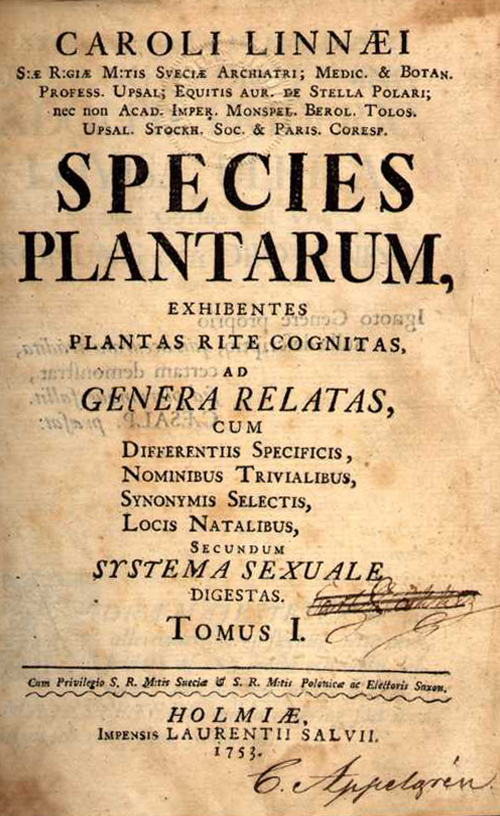
غلاف صفحة من كارل لينيوس نشرت في عام 1753

وكشف كونراد غِيسنر (1516ـ1565) دور الأزهار والثمار في التصنيف النباتي وترجع إليه أولى معلومات تحديد الجنس. وقام كارولُس كلوزيوس (1526ـ1609) بالعديد من الرحلات النباتية في أوروبا جمع فيها ملاحظاته في مؤلف عنوانه «تاريخ النباتات النادرة» (المطبوع عام 1601م) ضمّ وصفاً دقيقاً لبعض النباتات الراقية والفطريات. وكان كلوزيوس أول من زرع البطاطا المجلوبة من البيرو في عام 1588م.
وفي عام 1583 طبع الإيطالي أندريا تشيزالبينو (1519ـ1603) ـ الذي درس النبات في الأندلس ـ مرجعاً سمّاه النبات، بقي لقرنين المرجع الرئيس في تصنيف النبات على الرغم من غياب الصفات الطبيعية معياراً للمقارنة. وإن بعض تقسيماته ما تزال صالحة في التصانيف المعاصرة والخاصة بالفصيلة الخيمية وبعض زمر النباتات أحاديات الفلقة كبيرة الأزهار والفصيلة الحمحمية والشفوية والمركبة والتي ميزها بقليل من الكلمات واضعاً قواعد التسمية الثنائية التي عززها لينيوس فيما بعد.
وقد أُقيم في القرن السادس عشر العديد من الحدائق النباتية التي كانت أولاها في البندقية في شمالي إيطاليا عام 1533م، وفي بولونيا عام 1566م، وتبعتها حدائق النبات في ألمانيا وفرنسا. وفي عام 1536م أنشأ لويس الثالث عشر الحديقة الملكية للنباتات الطبية في فرنسا.

### علم النبات في القرن السابع عشر

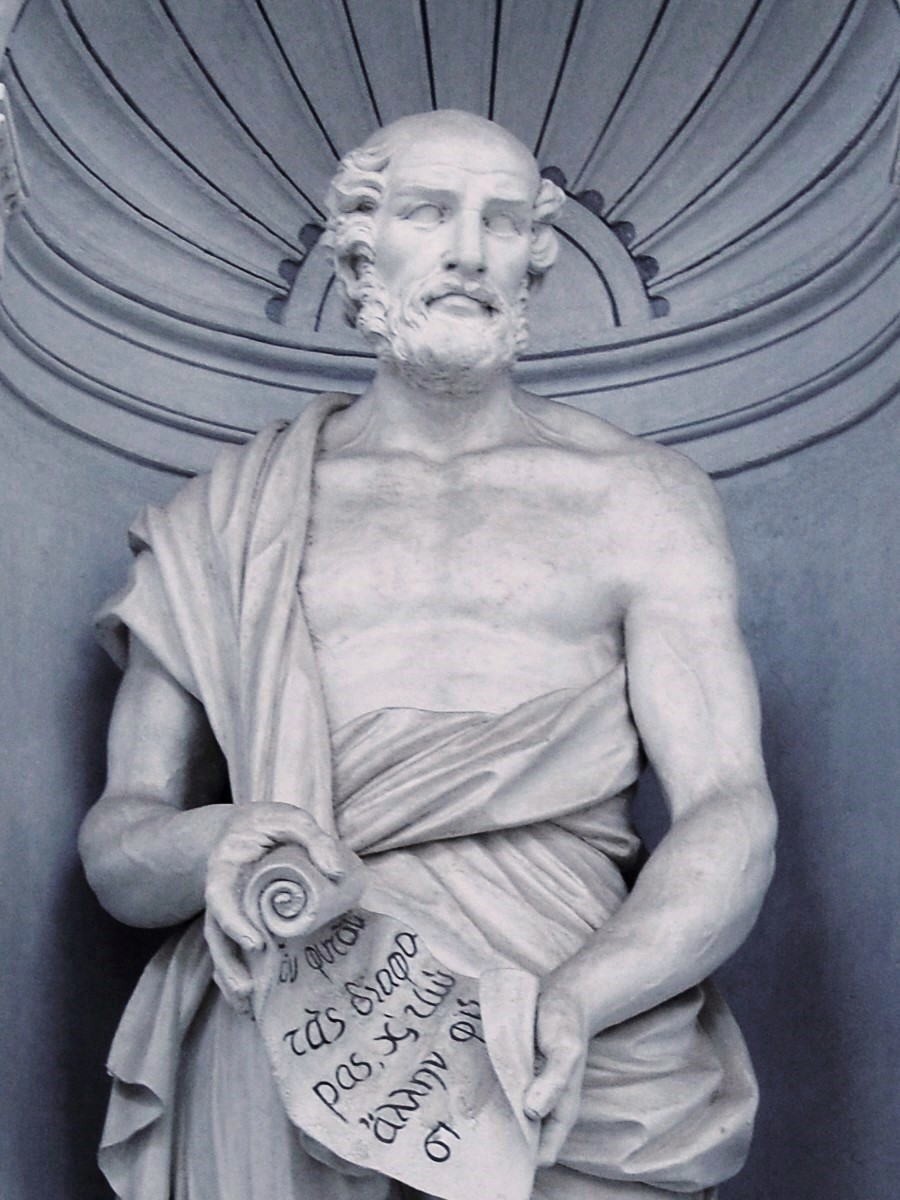
تمثال ثيوفراستوس 371-287 قبل الميلاد«أبو النبات»

انطلقت الدراسات التصنيفية والتشريحية والفيزيولوجية النباتية في القرن السابع عشر، إذ بدأت في هذا القرن الدراسات التخصصية المعتمدة على المجهر. ففي التصنيف انطلق مفهوم الزمر الطبيعية الممثل بالفصائل النباتية على يد الفرنسي بيير مانيول ت (1638ـ1715م)، واستخدمت بعدها الدراسات التشريحية الموضحة لبنية الفلقات والبذور والسويداء، وتم التمييز بين خفيات الإلقاح وظاهرات الإلقاح. وفي عام 1665م اكتشفت البنية الخلوية على يد الفيزيائي روبيرت هوك (1635ـ1703). وتبعها اكتشاف النسج من قشرة وألياف وحزم لحائية وعائية، وفُسِّر النمو العرضي والطولي للسوق، ودرست البنية الورقية.
وترجع أولى الدراسات الفيزيولوجية إلى جان باتيست فون هيلمونت (1577ـ1644) في مجال التغذية النباتية. ثم دُرست بعده المكوِّنات الكيمياوية للنبات، وبَيَّن كاميراريوس (1665ـ1721) وجود الجنس المذكر والمؤنث في الأزهار.

### علم النبات في القرن الثامن عشر

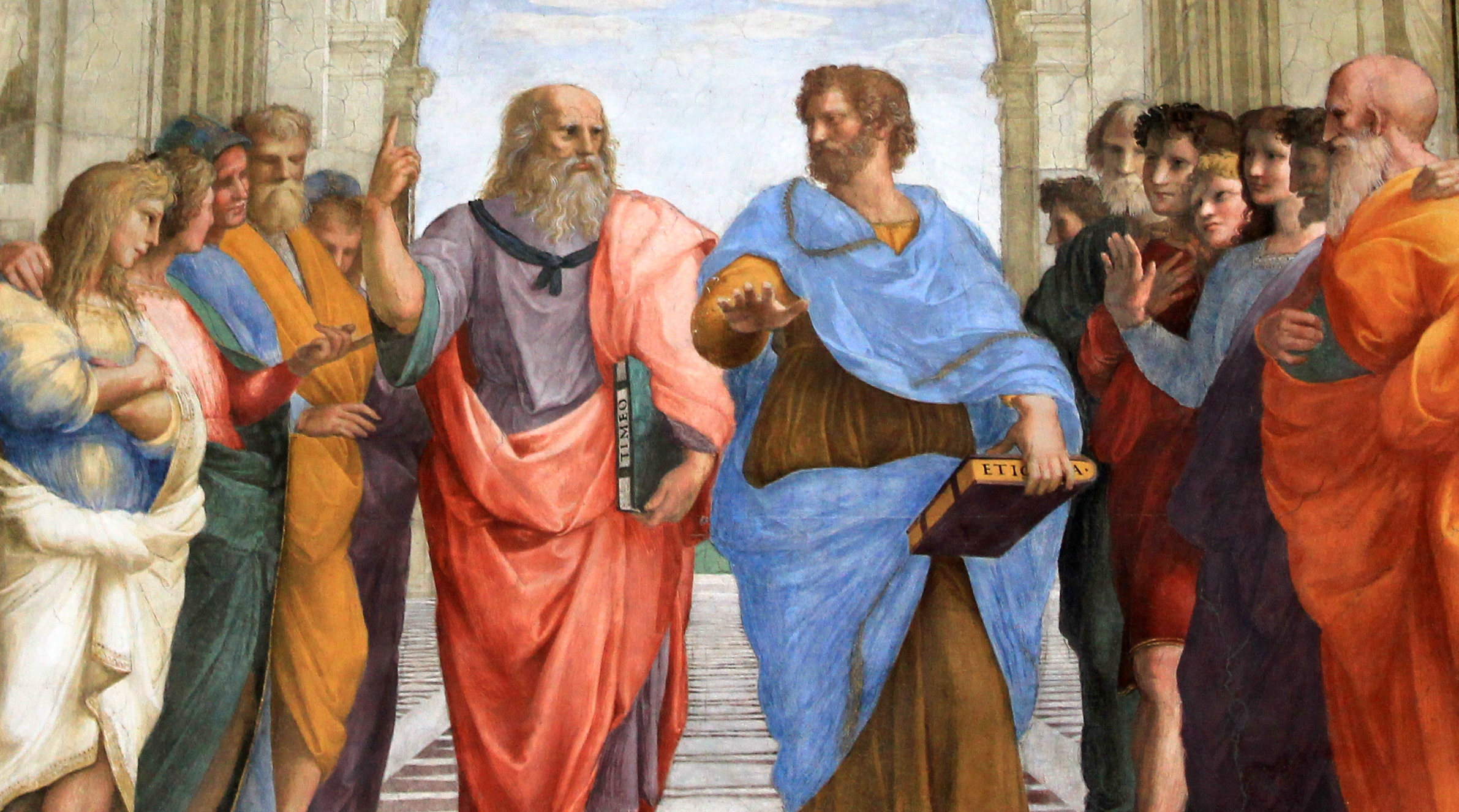

سيطر على علم نبات القرن الثامن عشر اسم وحيد هو كارل ڤون لينيوس[ر] (1707ـ1778) موتلاه الجوسيون [[[جوسيو (أسرة ـ)]]]، وتعمقت دراسة ظاهرات الإلقاح وخفيات الإلقاح وتزايدت رحلات بعثات الاستقصاء النباتي في العالم، وتقدمت الدراسات الفيزيولوجية والكيمياوية النباتية والتشريحية والزراعية وانتشرت الحدائق النباتية.

### علم النبات في القرن التاسع عشر
من أبرز إنجازات القرن التاسع عشر ظهور مفهوم التطور evolution الذي طرحه جان باتيست لامارك [ر] (1744ـ1829م)، وتساءل عن تحولات النوع من جيل إلى آخر. وتقدمت دراسات المجاميع النباتية الوطنية المعروفة بالفلورا flora الخاصة بالنباتات الزهرية واللازهرية. وتقدمت دراسة المستحاثات النباتية والجغرافيا النباتية والتشريح وعلم الخلية (السيتولوجيا) التي توسعت في دراسة المكونات الخلوية وفيزيولوجيا التنفس والتخمر والتركيب اليخضوري، واكتُشف دور الماء في تسيير الأفعال الحيوية والتغذية المعدنية، وتوجهت الأبحاث من المستويات المحلية إلى المستوى العالمي، كما توجهت الأنظار نحو إصدار المجلات المتخصصة في فروع المعرفة النباتية.

## علم النبات في الإسلام
لقد فهم المسلمون أهمية علم النبات منذ الأيام الأولى لنزول القرآن على رسول الله صلى الله عليه وسلم؛ حيث حَفَل القرآن الكريم من أوَّله إلى آخره بالحديث عن النباتات المختلفة ونموِّها وأنواعها وتصنيفها، وما هو موجود في الدنيا، وما هو موجود في الآخرة.
يقول تعالى: { وهو الذي أنزل من السماء ماء فأخرجنا به نبات كل شيء فأخرجنا منه خضرا نخرج منه حبا متراكبا ومن النخل من طلعها قنوان دانية وجنات من أعناب والزيتون والرمان مشتبها وغير متشابه انظروا إلى ثمره إذا أثمر وينعه إن في ذلكم لآيات لقوم يؤمنون} [الأنعام: 99].
ويقول تعالى عن نباتات الجنة: {وأصحاب اليمين ما أصحاب اليمين في سدر مخضود وطلح منضود وظل ممدود وماء مسكوب وفاكهة كثيرة لا مقطوعة ولا ممنوعة} [الواقعة: 27 - 33].
وكان رسول الله صلى الله عليه وسلم يحرِّك أذهان المسلمين للتفكُّر في أنواع النباتات المختلفة، ومن ذلك مثلاً ما رواه ابن عمر رضي الله عنه، حيث قال: قال رسول الله صلى الله عليه وسلم: «إن من الشجر شجرة لا يسقط ورقها وإنها مثل المسلم حدثوني ما هي». فوقع الناس في شجر البوادي. قال عبد الله: ووقع في نفسي أنها النخلة، فاستحييت. ثم قالوا: حَدِّثنا ما هي يا رسول الله؟ قال: «هي النخلة». وحضَّهم أيضًا على التداوي ببعض النباتات، فقال -على سبيل- المثال كما روى البخاري عن عائشة رضي الله عنها: «إِن هذه الحبة السوداء شفاء من كل داء إِلاَ من السَام». فقالت: وما السام؟ فقال: «الموت».
ومن هنا ظهر اهتمام المسلمين بهذا الفرع المهم من فروع العلم. وكعادة العلماء المسلمين فإنهم كانوا يهتمون بدراسة كل الإنتاج العلمي للحضارات السابقة في كل مجالات العلوم، حتى يستفيدوا من جهود السابقين، ويستكملوا ما توقفوا عنده؛ لتستفيد البشرية كلها من هذا النتاج المشترك لعلماء العالم في مختلف العصور.
ولهذا فإن علماء الإسلام قد قاموا في البداية بترجمة الأعمال المهمَّة التي أنتجها علماء اليونان، فترجموا أعمال أرسطو، وكذلك ترجموا أعمال تلميذه النجيب ثيوفراستس، الذي جمع معظم النباتات الموجودة في العالم في كتابه (أسباب النبات)؛ ولذلك يُعرف ثيوفراستس بأبي علم النبات. ثم ترجم المسلمون كتاب التاريخ الطبيعي للعالم الروماني بليني الأكبر، وهو مرجع ضخم مكوَّن من 27 مجلدًا، وتمت أيضًا ترجمة كتاب (المادة الطبية) تحت اسم (الحشائش)، وهو للعالم اليوناني الشهير ديسقوريدس، وقد قام بترجمة هذا الكتاب الأخير أحد العلماء النصارى في بغداد، وهو اصطفان بن باسيل، وذلك بأمر من الخليفة العباسي المتوكل الذي حكم من سنة 232 إلى سنة 247هـ. ولعلَّنا نلحظ هنا اهتمام الدولة الإسلامية بنقل الحضارة في جميع مجالاتها، وكذلك انفتاحها على العلوم الأجنبية، وسهولة التعامل ببساطة مع العلماء غير المسلمين، سواءٌ من المؤلفين أو المترجمين. وقد ترك اصطفان بن باسيل بعض المصطلحات التي فشل في نقلها للعربية لعدم معرفته بها، ولم يُكتمل هذا الكتاب إلا في عهد عبد الرحمن الناصر الخليفة الأندلسي، الذي حكم من سنة 300 إلى سنة 350هـ، وذلك عندما أهدى قسطنطين السابع ملك الروم في القسطنطينية نسخة أخرى من الكتاب إلى الخليفة المسلم، والذي كان مشهورًا بحبه للعلم وبحثه عنه. ولقد كلف عبد الرحمن الناصر مجموعة من العلماء والأطباء يجمعون بين العربية واليونانية أن يكوِّنوا لجنة لترجمة الكتاب ترجمة صحيحة، وقد تم ذلك بالفعل في سنة 337هـ، وبذلك استُكمِل الكتاب القيِّم.
انطلقت العلوم العربية في القرن التاسع الميلادي بعد سقوط الامبراطورية الرومانية، مترجمة العلوم التي سبقتها وفي طليعتها مؤلفات ديوسقوريدس التي اعتمدها الطب النباتي العربي.
وقد أولى السلف الكتابة الموسوعية النباتية باللغة العربية مكانة بارزة، وقدم لها ما تستحقه من جهد وعناية، وأفرد لبحوثها وشؤونها المختلفة كتباً قيمة، كانت رائدة ولا زالت منبع النور ومصدر العرفان في هذا الميدان طوال عدة قرون.
تصنف الموسوعات النباتية العربية المعالجة لدور الأنواع النباتية المتعددة الأغراض، في ثلاث مجموعات:
1ـ المجموعة الأولى: المعنية بالنبات من المنظور اللغوي ودقة التسمية، وتضم قرابة 29 كتاباً.
2ـ المجموعة الثانية: المعنية بالنبات من المنظور النباتي ودقة الوصف، وتضم ثلاثة كتب وهي: «كتاب الصفات» للنصر بن شميل المتوفى سنة 203هـ، وهو يضم تعريف: الزرع والكرم والعنب وأسماء البقول والأشجار. وكتاب «الغريب المصنف» لأبي عبيد القاسم بن سلام، المتوفى سنة 224ه، وهو يضم فصلاً خاصاً بالنبات والشجر سماه المؤلف «كتاب الشجر والنبات» وكتاباً آخر خاصاً بالنخل سماه «كتاب النخل». و«المخصص» لابن سيده علي بن إسماعيل الأندلسي المتوفى سنة 458هـ، وقد عقد فيه فصلاً مفصلاً أو كتاباً مطولاً، تحدث فيه عن النبات والزراعة وما يتعلق بهما، على نحو شامل ومستوعب.
3ـ المجموعة الثالثة: المعنية بالنبات من المنظور الاقتصادي الزراعي والدوائي وتضم قرابة 63 كتاباً.
وإن أول موسوعة نباتية عالمية كُتبت باللغة العربية من قبل عالم النبات الدينوري [ر] (أحمد أبو حنيفة) المتوفى عام 895م، والتي سماها مؤلفها «كتاب النبات»، وقد ترجمت إلى اللغات الأجنبية ثلاث مرات صدرت في الطبعات الآتية:
وقد ضمت موسوعة ابن سينا (980ـ1037م) عيّنات نباتية عقاقيرية وسامة.
ووصف البيروني في القرن الحادي عشر، والقزويني في القرن الثالث عشر عدداً كبيراً من الأنواع النباتية. واكتشف البيروني نظم زراعة النباتات الزهرية وأبدع مفهوم المخطط المميز للنوع.
وغني عن البيان أن العلماء المسلمين لم يكتفوا بالترجمة والنقل عن العلماء الآخرين، ولكن كان هذا النقل مرحلة من مراحل تطور هذا العلم المهم، ثم كانت المرحلة التي بعدها هي مرحلة التعليق على هذه الكتب الأجنبية، وتناوُلها بالدراسة والنقد والشرح، وإقرار بعض المعلومات، ورفض معلومات أخرى، ثم انتقلوا بعد ذلك إلى مرحلة التأليف والابتكار والإبداع، وإضافة فروع جديدة للعلم لم تكن معروفة قبل ذلك.
ومن الطريف أن نعرف أن من أوائل العلماء المسلمين الذين اهتموا بعلم النبات وكُتُبه علماءَ اللغة العربية! وكان سبب اهتمامهم بالنبات أنهم بدءوا في تأليف معاجمهم اللغوية التي تورد كل الأسماء والألفاظ الموجودة في اللغة، وكان منها بالطبع أسماء النبات وأنواعه. ولعل أول هذه الجهود كانت على يد عالم اللغة المسلم عبد الملك بن جريج البصري، وكان ذلك في عام 155هـ، ثم تبعه العالم الجليل الشهير الخليل بن أحمد، حيث سجل في كتابه (العين) عددًا كبيرًا من أسماء النبات، وسار على نهجه بعد ذلك عددٌ كبير من علماء اللغة، مثل: ابن السِّكِّيت، والجوهري (صاحب الصِّحَاح)، وابن سيده (صاحب المخصَّص)، وابن منظور (صاحب لسان العرب).
ومن الإضافات الجيدة في هذا المجال ما فعله العالم اللغوي هشام بن إبراهيم الكَرْماني (ت 216هـ)، حيث خصَّص كتابًا منفردًا لأسماء النبات بعنوان (النبات). وكذلك فعل العالم المشهور الجاحظ، الذي كانت له اهتمامات بالغة بعدة علوم في آنٍ واحد، وكان على رأس هذه العلوم بالطبع العلوم اللغوية والأدبية، وكذلك علوم الحيوان، إلا أنه أسهم عِدَّة إسهامات في علوم النبات، حتى إنه ألّف كتابًا منفردًا عن هذا الموضوع سمَّاه (الزرع والنخل).
ثم ظهر العالم القدير أبو حنيفة الدِّينَوَرِي (ت 282هـ)، الذي يُعَدّ أول من ألَّف كتابًا علميًّا متخصصًا عن النبات، وكان هذا الكتاب باسم (النبات والشجر)، وفيه جمع ما يربو على 1120 نباتًا من نباتات الجزيرة العربية، وكان يصف النبات وصفًا دقيقًا، ومن أمثلة ذلك وصفه لنبات يعرف باسم (الإسحقان)، فقال: «هو نبات ممتد حبالاً على وجه الأرض، له ورق كورق الحنظل، إلا أنه أرق، وله قرون أقصر من قرون اللوبياء، فيه حَبّ مدوَّر أحمر، يُتَدَاوى به من عرق النسا». فهو في وصفه هذا يقرِّب الصورة لقارئ الكتاب ولطالب العالم بتشبيه أجزاء النبات غير المعروف بأجزاء النباتات المعروفة مثل الحنظل واللوبياء، ثم إنه يذكر استخدامًا مفيدًا لهذا النبات، وهو في علاج عرق النسا، وبذلك لا تصبح دراسة نظرية لا جدوى من ورائها، ولكن عملية مفيدة للأطباء ولعموم الناس.

دورة حياة النبات

رسم بياني يوضح الأجزاء الجنسية ف الزهرة الناضجة

وفي أواخر القرن الرابع الهجري ظهر العلاَّمة الإسلامي الفذّ ابن سينا، وهو من أشهر أطباء العالم، ولم يمنعه تخصصه في عدة علوم كالطب والفلسفة والفقه والكيمياء من دراسة أحوال النباتات الموجودة في الكتب أو على أرض الواقع، ولكنه بطبيعة الحال كان مهتمًّا بصورة أكبر بدراسة النباتات الطبية التي تفيد في علاج المرضى؛ وذلك ليستكمل العلوم التي تخدمه في مهنة الطب. ولقد وصف ابن سينا النباتات الطبية وصفًا دقيقًا يدل على سعة اطِّلاعه، وطول باعه في هذا الميدان. كما أجرى عدة مقارنات علمية شرح فيها جذور النباتات، وأوراقها، وأزهارها، وثمارها، ونظائرها، وعلاقة بعضها ببعض، ولم يكن يكتفي بدراسة الكتب السابقة، أو بدراسة النباتات المجفَّفة عند العطَّارين والصيادلة، ولكنه كان يذهب بنفسه إلى البيئة الزراعية فيدرس النبات في أماكن زراعته، أو يذهب إلى الصحراء أو الغابات لدراسة النبات في منبته الأصلي، فيستطيع بذلك أن يكوِّن فكرة أوضح عن النبات.
ولقد ظهر بوضوح إسهام ابن سينا في علم النبات في كتاباته التي من أشهرها كتاب (القانون في الطب)؛ حيث ضمَّن هذا الكتاب الوصف التفصيلي لعدد كبير من النباتات، بل إنه كتب فصلاً ممتعًا عن النبات في كتاب (الشفاء)، ومع أنه كان مهتمًّا جدًّا بأمور الطب إلا أنه في هذا الفصل ذكر أنواع النباتات المختلفة حتى التي ليست لها علاقة مباشرة بالعلاج، مثل: حديثه عن الخس، والملوخية، والقصب، وغير ذلك من نباتات.
وفي مطلع القرن الخامس الهجري ظهر الطبيب الأندلسي الجليل ابن جِلْجِل، الذي أضاف عدة موضوعات على كتاب المادة الطبية لديسقوريدس، كان قد أغفلها العالم اليوناني الكبير، وبذلك أصبح الكتاب الجديد موسوعة علمية قيمة جدًّا. وقسَّم هذا المرجع الفريد إلى خمسة فصول، كل فصل منها يتحدث عن نوع من أنواع النباتات، واستخدامات هذه الأنواع في الأدوية المختلفة.
ثم حدثت طفرة علمية هائلة في علم النبات في أوائل القرن السابع الهجري، عندما ظهر العالم الإسلامي العبقري، والحُجَّة العلمية الباهرة ابن البيطار، وهو من العلماء الذين وُلِدُوا في الأندلس، ولكنه عاش جانبًا كبيرًا من حياته في الديار المصرية في رعاية الدولة الأيوبية.
المبحث الثاني: المسلمون وفن تصنيف النبات
تاريخنا الحضاري يشهد شهادة صادقة على إبداع المسلمين في مجالات وفنون متنوعة، ومن أهمِّ المجالات والفنون التي أبدع فيها المسلمون فنُّ تصنيف النبات، الذي عُدَّ من أهمِّ إنجازاتهم في علم النبات؛ لمَا أظهرتْهُ هذه التصانيف من مقدرتهم وتمكُّنهم من الإحاطة بكل ما يتعلَّق بها من أوصاف وخصائص فريدة، فقد صنَّفوا النباتات على أساس لُغوي كما ظهر لدى الخليل في معجم العين، والنَّضْر بن شُمَيْل في كتابه (الصفات في اللغة)، وأبو عبيدة البصري في كتاب (الزرع). ولم يكن تدوين أسماء النباتات وتصنيفها عملاً نظريًّا فقط بل كان قائمًا على المشاهدة والمعاينة؛ وهذا ما نلاحظه عند قراءة أسماء النباتات في معجم العين للخليل، حيث يقول: «القِرفُ: نبتُ يَنْبُتُ نبْتةَ الطَّرانيث، يخرجُ مع المَطر في وقت الصَّيف وفي وقت الخريف مِثلَ جِروِ القِثَّاء، إلاَّ أنَّها حمراءُ مُنْتَنَةُ الريح».
ثم أبدع العلماء المسلمون تصنيفًا آخر كان رائده الأصمعي، الذي صنَّف النباتات فيه على أساس بِيئِيٍّ، فقال في كتابه (النبات والشجر): النباتات الحجازية؛ كالغَرْقَد، والسدر، والعوسج. أما النباتات النجدية فهي كالثَّغام، والحُمَّاض، والقَتاد، والبُطْم (الحبة الخضراء). والنباتات الرملية كالغَضَى، والأَرْطَى، والأُمْطِيِّ، والعلْقَى، والمُصَاص. والنباتات السبخيَّة كالقَرْمَل، والعِكْرِش، والقُلاَّم، ونباتات جبال السراة كالشَّثِّ، والعَرْعَر، والطُّبَاق، والياسمين البريّ.

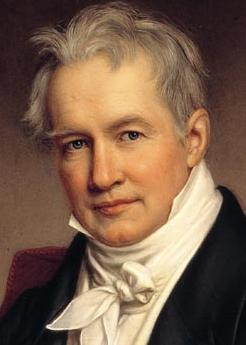
أليكساندر فون همبولدت

كما أبدع المسلمون كذلك تصنيفًا تفصيليًّا عامًّا للنباتات، مثل تصنيف ابن سينا الذي قسَّم فيه النبات إلى «نبات مُطلَق»؛ هو عنده النبات القائم على ساقه، و«حشيش مطلق»؛ ويقصد به النبات المنبسط على الأرض، و«بقل مطلق»؛ وهو النبات الذي لا ساق له مثل الخسِّ، و«شجر حشيش» وهو الذي ليس له ساق منتصبة، أو ساق منبسطة مستندة إلى الأرض، أو الذي يتكَّون ويتفرَّع من أسفل مع انتصاب كالقصب، وأمَّا الحشائش العظيمة وبعض الحشائش العشبيَّة، فمنها الذي له توريق من أسفله، وله مع ذلك ساق كالملوكية (الملوخية).
ومن علماء المسلمين الذين اهتموا بتصنيف النباتات والأعشاب، نجد العالم المسلم أبا القاسم محمد بن إبراهيم الغساني (ت 1019هـ) وهو من أهل فاس بالمغرب، صاحب كتاب (حديقة الأزهار في ماهية العشب والعقار).
وقد رتب الغسّاني كتابه على الحروف الأبجدية باصطلاح المغاربة مبتدئًا بحرف الألف ومنتهيًا بحرف الشين، يذكر الاسم العلمي للمادة الطبية المفردة، ثم يشرح ماهيتها ويصف شكلها وأجزاءها وما قد يكون لها من زهر وثمر، وكثيرًا ما يذكر أسماءها المتعددة والبيئة التي تنبت فيها، إن كانت من الأعشاب، وهو يذكر اسمها الشائع على لسان العامَّة في المغرب بالعربية، أو باللسان الأمازيغي، وبعد أن يوضِّح ماهية المادة النباتية أو الحيوانية أو المعدنية ينتقل إلى بيان طبيعتها، وأخيرًا يذكر خواصها ومنافعها الطبية أو مضارها إن اقتضى الحال من غير دخولٍ في التفاصيل المتعلقة بالمقادير وطريقة التحضير إلا نادرًا، ثم يختم بذكر بدلها إذا تعذَّر وجودها.

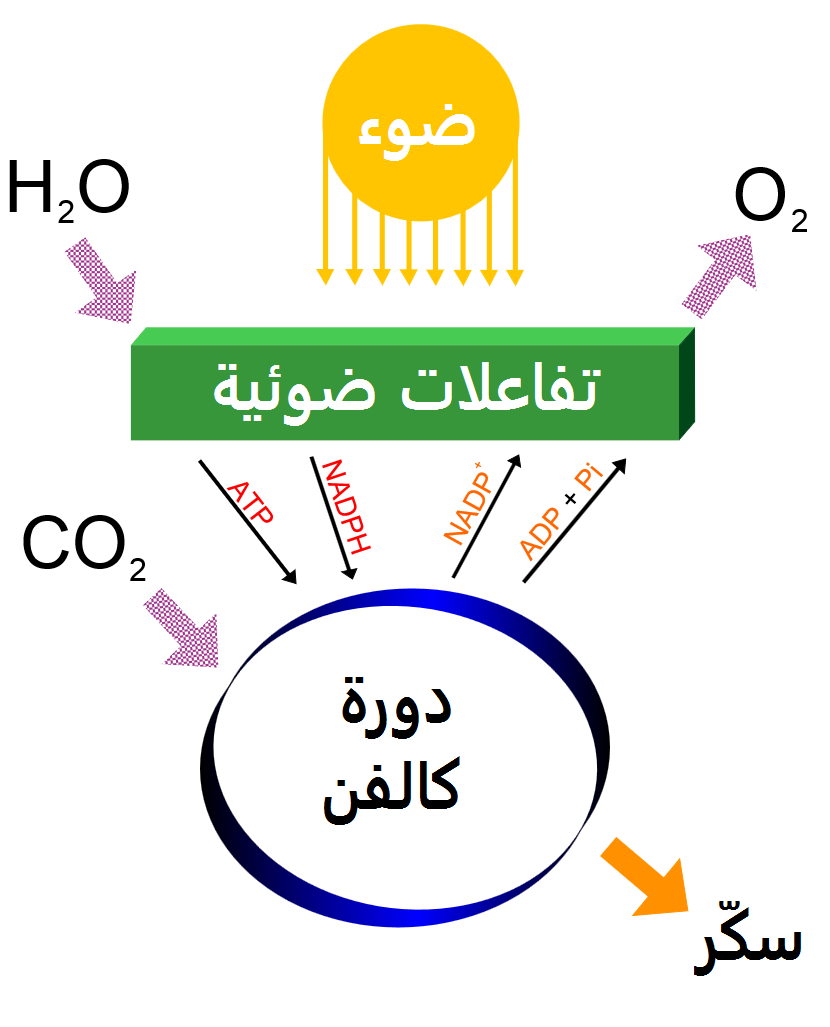
التمثيل الضوئي

وذكر الغسّاني في الكتاب 385 جنسًا نباتيًّا نذكر منها الأُتْرُجَّ حيث قال فيه: أترج: من جنس الشجر، ومن نوع الشجر الشائك، وهو مشهور معروف يسمَّى عند العامَّة التُّرُنج (بضم التاء والراء) وبالبربرية بفتحها وبالعربية الفصحى أُتْرُجّ. وثمره له أنواع: دقيق، وجليل، ومدحرج، وطويل. طبيعته: حارٌّ في الأولى رطب في الثانية، وقيل بارد. منافعه وخواصه: بالنظر إلى ثمر الشجرة وورقها وكثرة جوهرها واختلاف أجزائها؛ فخاصية قشر ثمره تقوية القلب والأمعاء والمعدة، ويسكِّن الغَشْي والخفقان، ويُذهِب برائحة الفم، وإذا جعل في الثياب منع التسوُّس فيها، وإذا حرق وعولج به البرص طلاءً نَفَعَهُ، وخاصيَّة بذره النفع من السُّموم وخصوصًا من سمِّ العقرب إذا شُرب منه مثقالان بماء فاتر وضَمَدَ به موضعَ النَّهْشَةِ. وخاصيَّة ورق شجره: يفتح السُّدود، ويوسِّع الأنفاس، وينفع من الخفقان، ويضر بالكبد، إصلاحه بالعسل.
وهناك مجهودات كثيرة لعلماء المسلمين في هذا الشأن، لن نستطيع أن نستقصيها في هذا المبحث الصغير الذي تعمّدنا فيه التنوع الزمني والجغرافي للعلماء المسلمين في هذا الفرع: من مجهودات علماء اللغة، وكذلك مجهود العالم الإسلامي الكبير ابن سينا، وأخيرًا الغسّاني المغربي الذي قلما سمعنا عنه، أو عرفنا تجربته في هذا الأمر.

## علم النبات الحديث

### القرن العشرين
تقدمت دراسة المورفولوجيا والبنية الوعائية في بداية القرن العشرين، واتضحت العلاقات بين السوق والأوراق والجذور، وتم تعرف مراحل الانتقال من البنية الورقية إلى البنية الزهرية، وسادت نظرية التيلوم التي تشرح تكون الأعضاء النباتية، وتقدمت دراسات الانتقال من الحياة المائية إلى الحياة الهوائية وتعاقب الأجيال.
أجهزة الكمبيوتر والمجهر الإلكتروني والتطور

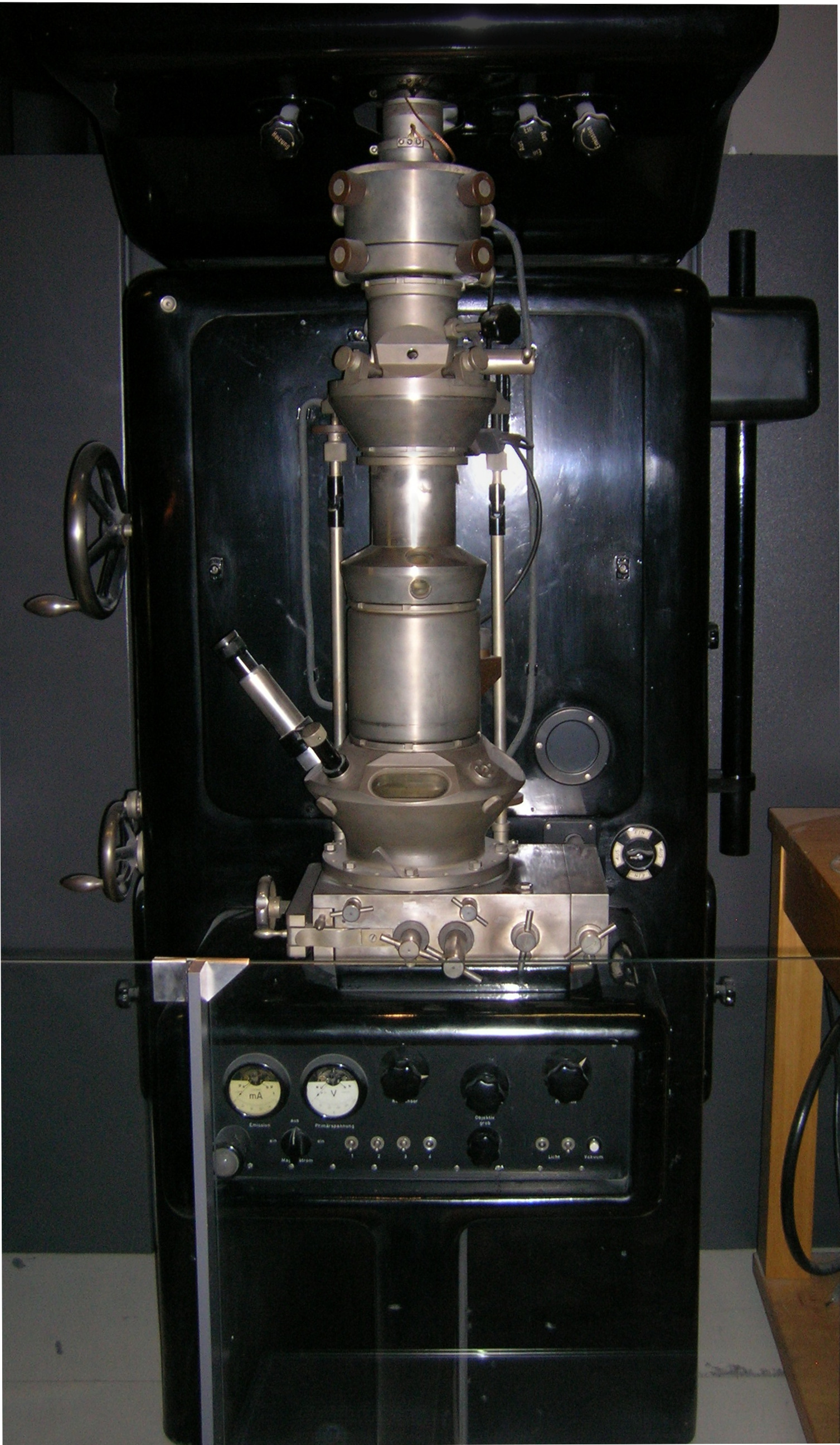
المجهر الإلكتروني التي شيدته إرنست روسكا في عام 1933

إن زيادة الدقة التجريبية جنبا إلى جنب مع الأجهزة العلمية المحسنة بشكل كبير كانت تفتح مجالات جديدة ومثيرة. في عام 1936 الكسندر أوبارين (1894-1980) أظهر آلية ممكنة لتجميع المواد العضوية من الجزيئات غير العضوية. في ستينيات القرن الماضي، تقرر أن أقدم أشكال الحياة في الأرض التي تعامل على أنها نباتات، سيانوباكتيريا المعروفة باسم ستروماتوليت، يعود تاريخها إلى حوالي 3.5 مليار سنة.
وقد تم إنتاج أنظمة تصنيف جديدة ومعدلة «للنشوء والتطور» في المملكة النباتية، وربما كان أبرزها هو أغسطس إيشلر (1839-1887)، وكارل برانتل (1849-1893) نشرت خلال الفترة 1887 و 1915. وسهل إدخال الحواسيب التحليل السريع لمجموعات البيانات الضخمة المستخدمة في التصنيف العددي (وتسمى أيضا التصنيف الضريبي أو علم الوراثة). التركيز على السلالات الطبيعية حقا ولدت تخصصات كلاديستيك وعلم النشوء والتطور. وكانت العلاقة الدقيقة بين الفطريات والنباتات غير مؤكدة لبعض الوقت. وأشارت عدة خطوط من الأدلة إلى أن الفطريات تختلف عن النباتات والحيوانات والبكتيريا، بل ترتبط ارتباطا وثيقا بالحيوانات أكثر من النباتات. في ثمانينات القرن الماضي كشف التحليل الجزيئي الاختلاف التطوري للفطريات من الكائنات الحية الأخرى قبل حوالي مليار سنة - سبب كاف لإقامة مملكة فريدة من نوعها منفصلة عن النباتات.

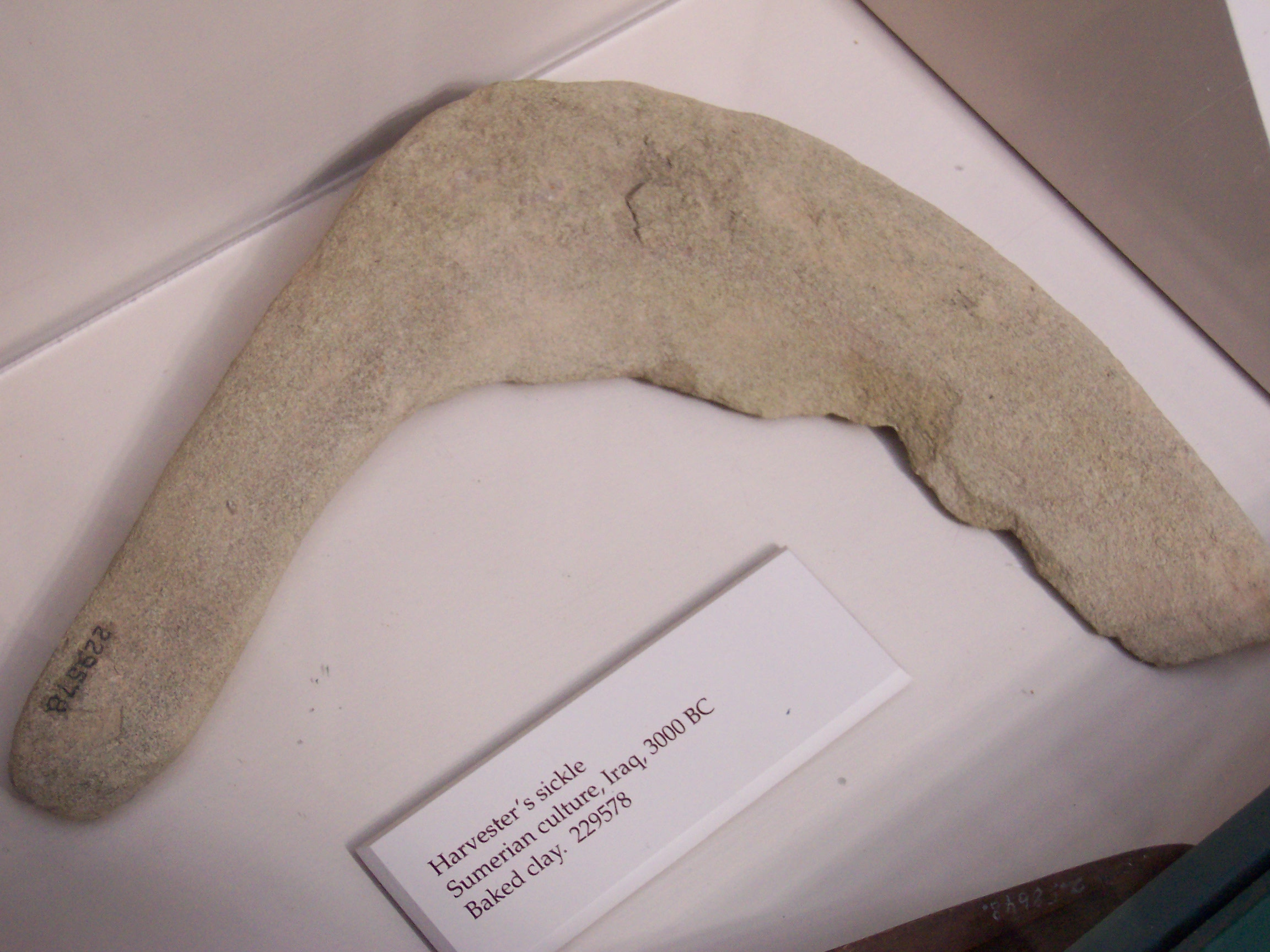